# Escapisme

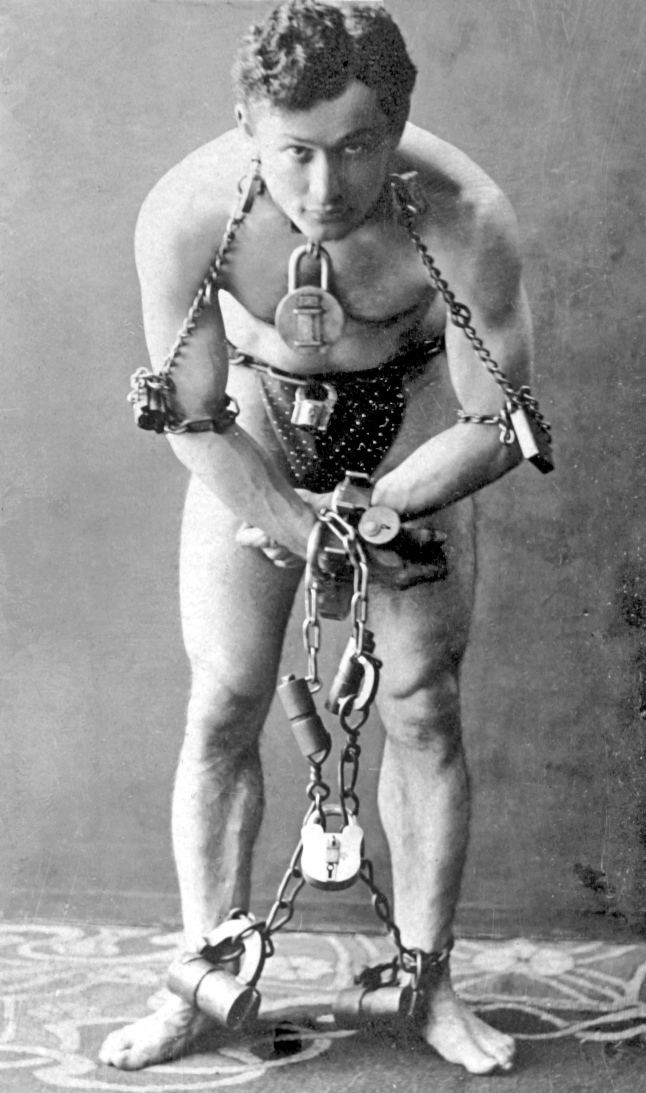
Harry Houdini, un escapista i mag famós.

L'escapisme és la pràctica d'escapar des d'un tancament físic o d'altres paranys. Els escapistes (també anomenats «artistes de la fuita») escapen de manilles, camises de força, gàbies, cofres, caixes d'acer, barrils, boles, edificis en flames, tancs d'aigua i altres perills, sovint combinats.
Alguns trucs dels escapistes són aconseguits per mitjà de tècniques de l'il·lusionisme, d'altres són actes genuïns de flexibilitat, força i audàcia.

## Història
Durant un bon temps, l'art d'escapar d'espais tancats ha estat una habilitat emprada pels mags. Originalment no va ser exhibit com un acte obert en si mateix, sinó que va ser usat secretament per crear efectes d'il·lusió, com ara la desaparició o la transmutació. A la dècada de 1860, els Germans Davenport tenien l'habilitat d'alliberar-se nusos de soga.
Altres il·lusionistes, incloent-hi a John Nevil Maskelyne, resolgueren com els Davenports van fer el seu acte i van recrear els trucs per desacreditar les afirmacions dels germans que es tractava de força física, però, les recreacions no van involucrar l'escapament lliure, sinó que replicar merament els trucs amb la declaració que van ser aconseguits per habilitats secretes dels mags, més que per empenta. Van ser necessaris altres trenta anys perquè la pura habilitat d'escapar comencés a ser mostrada com un acte en si mateix. El personatge que va ser responsable de convertir l'escapisme en un entreteniment reconegut va ser Harry Houdini, qui va construir la seva carrera demostrant la seva habilitat per escapar d'una immensa varietat de tancaments i situacions difícils.
Houdini no va ocultar el fet que era un expert en tancaments i en les habilitats necessàries per superar-los, però sovint va ocultar els detalls exactes dels seus escapament per mantenir un aire de misteri i suspens. Encara que molts dels seus escapaments depenien d'habilitats tècniques, com ara obrir panys i contorsionisme, també va realitzar trucs, com la metamorfosi, que són essencialment posades en escena clàssiques l'il·lusionisme, les mateixes que depenen d'accessoris dissenyats enginyosament. Les proeses d'Houdini van ajudar a definir el repertori bàsic de l'escapisme, incloent-hi escapaments d'esposes, cadenats, camises de força i cel·les de presó.
El terme escapisme suposadament va ser encunyat originalment per l'escapista i il·lusionista australià, Murray (Norman Murray Walters), un contemporani de Houdini.
Una successió d'artistes han afegit noves idees i creat variacions dels trucs antics, però és comú, fins i tot per als millors escapista contemporanis, realitzar els actes de Houdini, adaptats al present.